# Hossein Nateghi
Hossein Nateghi (em persa: حسین ناطقی) nascido a 8 de fevereiro de 1987, é um ciclista iraniano profissional desde 2007. Tem ganhado duas vezes o Taftan Tour. Desde 2016 faz parte da equipa Omidnia Mashhad Team.

## Palmarés
| 2006 (como amador) - 1 etapa do Tour de Milad du Nour 2007 - Taftan Tour, mais 2 etapas - 1 etapa do Volta à Turquia 2008 - 2 etapas do UAE International Emirates Post Tour - Taftan Tour, mais 2 etapas - 2 etapas do Tour da Tailândia - 1 etapa do Kerman Tour 2009 - 1 etapa do Tour da Tailândia - 2 etapas da Jelajah Malaysia - 1 etapa do Tour de Singkarak - 1 etapa do Tour do Irão - 1 etapa do Tour do Azerbaijão - 3º no Campeonato do Irão em Estrada | 2010 - 1 etapa do Kerman Tour - 1 etapa do Tour de Milad du Nour - 3º no Campeonato Asiático em Estrada 2011 - 2 etapas do Tour de Milad du Nour 2012 - 1 etapa do Tour do Leste de Java - 1 etapa do Tour de Brunéi |